# Jacobus Penn
Jacobus Penn (Dordrecht, 8 december 1821 - Hilversum, 12 januari 1890) was een Nederlandse arts-hygiënist en hij geldt als een belangrijke woordvoerder van de Amsterdamse hygiënisten, die in de 19e eeuw zich inzetten voor verbetering van de volksgezondheid vooral van de volksklassen.

## Jeugd
Jacobus werd geboren te Dordrecht op 8 december 1821, als jongste van een gezin met tien kinderen.
Zijn vader was doctor Hubertus Jodocus Penn, die op 20 juli 1768 was geboren in de Duitse stad Ürdingen. Zijn vader promoveerde te Leiden in de medicijnen als afronding van zijn medische studie elders. Dit was niet ongebruikelijk in die dagen. Hij vestigde zich in 1794 te Dordrecht als geneesheer. Bij zijn gouden ambtsjubileum ontving hij de Ridderorde van de Nederlandse Leeuw. Hij overleed op 15 april 1847 te Dordrecht op 78-jarige leeftijd. Het is mogelijk dat deze familie Penn nog ver verwant is van William Penn de stichter van een kolonie Quakers die zich in het naar William Penn vernoemde Pennsylvania vestigden.
Jacobs moeder was Adriana Johanna Bauduin, die was geboren op 10 juli 1780. Zij stamde uit een welvarende Dordtse koopmansfamilie die zich eerder vanuit Maastricht in Dordrecht had gevestigd. Zij stierf op 16 januari 1864 te Dordrecht op 83-jarige leeftijd. Een broer van Jacobus was Johannes Jacobus (1821-1849), een bekende Dordtse architect die echter jong stierf. Twee andere broers, Hubertus Jodocus (1820-1877) en Ferdinand Johannes (1818-1890), waren zeer succesvolle zakenlieden.

## Studie
Jacob studeerde geneeskunde aan de Leidse Hogeschool en promoveerde in 1845. Daarna studeerde hij nog anderhalf jaar te Wenen en Parijs, wat niet ongebruikelijk was in die dagen. Toen hij in 1847 weer terugkwam in Nederland, vestigde hij zich als geneesheer te Amsterdam.

## Gezin
Jacobus trouwde op 7 februari 1866 te Amsterdam met Apolonia Maria Leonora Herckenradt (1833-1887), Haar ouders waren doctor August W.F. Herckenrath, in 1794 was geboren in Poeldijk en in 1869 in Haarlem stierf en Johanna Maria Slaghek (1809-1885). Van origine kwam de familie Herckenrath uit Venlo. August Herckenrath was onder meer oprichter van de Vereniging tegen gebruik van sterken drank, hij was verder lid gemeenteraad Amsterdam, en bestuurslid van heel wat organisaties. Het gezin Penn-Herckenradt bleef kinderloos.

## Loopbaan
Nederland was vooral in de periode 1849-1850 sterk verpauperd, hongerend (aardappelziekte), verzwakt, achterlijk en geteisterd door epidemieën. Het was de tijd van Jan Salie. Ruïneus was ook het alcoholisme waaraan een derde van het weekloon soms opging. De gezondheidstoestand van de bevolking was erbarmelijk met hoge ziekte- en sterftecijfers vooral onder armen. Indicatief hiervoor was verder dat veel dienstplichtigen zo klein en ongezond waren dat zij ongeschikt voor de militaire dienst werden geacht. Kortom in alle opzichten liep men achter op de omringende landen, ook wat de gezondheidszorg betrof. Door dat men laat huwde en vroeg stierf explodeerde het aantal wezen/halfwezen, die zeer ongunstige levenskansen hadden.
Als sociaal bewogen arts sloot dr Penn zich aan bij groep hervormingsgezinde artsen, ingenieurs, bestuurders en politici die later als de Amsterdamse hygiënisten bekend werden. Zij streefden naar verbetering van de openbare gezondheid door voor betere huisvesting, arbeidsomstandigheden, drinkwatervoorziening en riolering te ijveren. Mede door zijn politieke en organisatorische talenten werd Penn een belangrijke woordvoerder van deze hygiënisten. Hij werd onder meer lid van de Amsterdamse gemeenteraad, curator van het Atheneum Illustre, schoolopziener en secretaris van de provinciale commissie van geneeskundig toevoorzicht.
In 1847 richtte hij het Algemeen Ziekenfonds voor Amsterdam (AZA) op, samen met de artsen en hygiënisten C.E. Heijnsius en G.A.N. Allebé. Dit was het eerste ziekenfonds dat door artsen werd opgezet en dat het grootste ziekenfonds van Amsterdam werd. In 1848 was hij medeoprichter van Geneeskundige Kring van Amsterdam die naar betere ziekenhuizen streefden. In 1849 was hij ook medeoprichter van de Nederlandse Maatschappij ter bevordering der Geneeskunst. Van 1850-1854 was hij lid van het hoofdbestuur en in 1852 (31 jaar oud), werd hij voorzitter. Om de band tussen maatschappij en leden te bevorderen werd in 1859 een tijdschrift opgezet. Mede door zijn organisatorisch talent wist Penn een aantal medische tijdschriften bij elkaar te brengen dat later het Nederlands Tijdschrift voor Geneeskunde zouden vormen. Penn werd daarvan de gérant (=hoofdredacteur) die vanuit zijn woonhuis zijn redactiewerkzaamheden verrichtte. Dit gaf hem de mogelijk zijn inzichten te verbreiden. Toen de gemeenteraad en de inspectie zijn aandacht opslokten, werd Penn in 1866 als gerant opgevolgd door Zeeman. Hij bleef echter nog actief betrokken door zijn lidmaatschap van de Vereniging Nederlands Tijdschrift voor Geneeskunde, Tot aan de 2de wereldoorlog bleef het het Nederlands tijdschrift voor geneeskunde het orgaan van de Koninklijke Nederlandsche Maatschappij tot bevordering der Geneeskunst (KNMG).
De herziening van de medische opleidingen was een belangrijk struikelblok voor Thorbecke gebleken. Vernieuwingspogingen werden jarenlang gefrustreerd, ook door de beroepsgroep. Penn werd door minister Thorbecke uitgenodigd, om samen met Dr. Ali Cohen, Dr. Blom Coster en Dr. L.J. Egeling hem van advies te dienen. Mede door zijn invloed kwamen in 1865 diverse nieuwe geneeskundige regelingen tot stand o.a. een vernieuwde academische artsenopleiding. Tevens werd bij deze nieuwe wetgeving het geneeskundige staatstoezicht verscherpt en gemoderniseerd. Daarna werd Penn (1866-86) inspecteur van het geneeskundig staatstoezicht in Noord-Holland. Hij ontwierp daarbij diverse regelingen zoals het toezicht op de ziekenhuizen, de medische zorg voor armen, plannen voor de bestrijding van infectieziekten (vooral cholera), inspectie scholen etc.
Na de heropleving van de economie rond 1860 en met de komst van de arbeidsbeweging ging de “sociale kwestie”, de tweede helft van de 19de eeuw verder geheel beheersen. Door de opbloei van de werkgelegenheid was er toename van de bevolking in steden. Dit ging niet gepaard met betere huisvesting en werkomstandigheden. Zo was er in 1866 nog een grote cholera-epidemie in Amsterdam door gebrek aan waterleiding en riolering in de armere volkswijken. In de welvarende wijken met deze voorzieningen waren er veel minder slachtoffers dan is de armere.
Penns vernieuwingsdrang werd voortdurend gefrustreerd, door de gemeentelijke overheden. Daarom zocht hij nieuwe wegen voor zijn denkbeelden. In 1875 richtte hij in Hilversum een vereniging op met als naam het Witte Kruis naar analogie met het iets eerder door Henri Dunant opgerichte Rode Kruis. Was het Rode Kruis een instelling in oorlogstijd de organisatie het Witte Kruis zette zich in voor infectiepreventie in vredestijd. Het Witte Kruis was vooral gericht op de doorsnee bevolking. Penn streefde naar verbetering van de algemene hygiëne en gezondheidsvoorlichting, gelet op de onwetendheid en verkeerde gewoontes van de eenvoudige burger. Aanvankelijk was het Witte Kruis bedoeld voor de bestrijding van besmettelijke ziekten door het geven van gezondheidsvoorlichting aan de bevolking. Later verbreedde de doelstelling zich en werd de ziekenverpleging eveneens een belangrijke doelstelling. Examens voor verpleegkundigen werden ingericht en de vroegere Witte Kruisspeld werd het teken dat men als verpleegkundige gekwalificeerd was. De snelle uitbreiding van het aantal vestigingen elders bewees dat dit streven aansloeg. Uiteindelijk is dit Witte kruis de voorloper van het Groene Kruis en andere Kruisorganisaties geworden.
Reeds in 1874 had hij een plan opgevat om in een gezonde streek van het land een herstellingsoord te stichten. Daaraan gaf hij ook uitvoering, en op 1 mei 1875 werd het herstellingsoord “Trompenberg” te Hilversum geopend. Tot aan zijn dood is hij in het bestuur gebleven. Zijn vrouw Apolonia Herckenrath heeft hij 3 jaar overleefd. Zijn laatste dagen sleet hij in zijn instituut als patiënt. Hij is op 12 januari 1890 aldaar (Hilversum) op 79-jarige leeftijd na een lang ziekbed overleden.
Wegens zijn grote verdiensten werd hem de Orde van de Nederlandse Leeuw verleend. Te Hilversum is een straat naar hem vernoemd, die langs de watertoren voert. Het is een passend monument voor Jacobus Penn die zich zoveel voor de technische infrastructuur (zoals waterleiding) heeft ingezet.